# Cichlasoma taenia
Cichlasoma taenia är en fiskart som först beskrevs av Bennett, 1831.  Cichlasoma taenia ingår i släktet Cichlasoma och familjen Cichlidae. Inga underarter finns listade i Catalogue of Life.